# Beka Czelidze
Beka Czelidze (gruz. ბექა ჭელიძე; ur. 25 maja 1989) – gruziński zapaśnik walczący w stylu wolnym. Zajął jedenaste miejsce na mistrzostwach Europy w 2009. Czwarty w Pucharze Świata w 2011 i czternasty w 2013. Plażowy mistrz świata w 2011. Wicemistrz świata juniorów w 2008. Trzeci na MŚ i ME juniorów w 2007 roku.